# Konstantin Volkov
Konstantin Jurjevič Volkov (rusky: Константин Юрьевич Волков) (* 28. února 1960, Irkutsk) je bývalý sovětský atlet ruské národnosti, jehož specializací byl skok o tyči.
V roce 1980 se stal v Sindelfingenu halovým mistrem Evropy a získal stříbrnou olympijskou medaili na letních hrách v Moskvě, kde ve finále nestačil jen na polského tyčkaře Władysława Kozakiewicze. O rok později získal zlatou medaili na světové letní univerziádě v Bukurešti. Univerzitním mistrem se stal také v roce 1983 v Edmontonu.